# Найстарша гірська порода

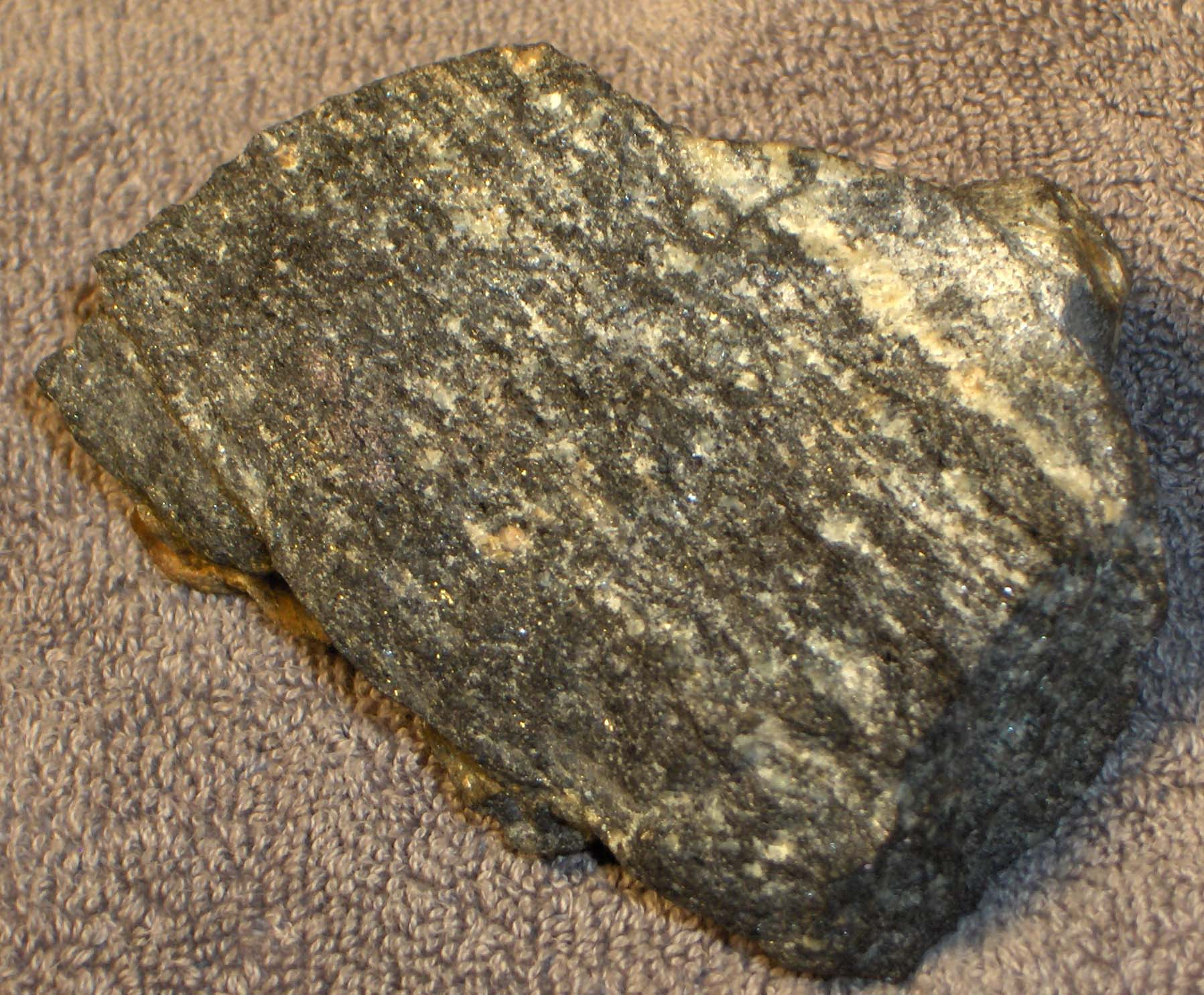
Зразок породи Акастівський гнейс — один з найдавніших порід Землі (район річки Акаста (річка) в Канаді). Зразок має вік 4,03 мільярда років.

Найстарша гірська порода на Землі, що є суцільним мінералом, який не був під дією часу розбитий, не піддавався ерозії або плавленню, має вік більше ніж 4 мільярди років, і утворився під час Гадейського еону геологічної історії Землі.

## Загальний опис
Такі гірські породи виступають на поверхню Землі лише в декількох місцях. Деякі метеорити, такі як Марсіанський метеорит ALH84001, що був знайдений в Allan Hills (Антарктика), є старшими, але вони не причетні до формування Землі.
Деякі з найстаріших поверхневих порід можна знайти на територіях канадського щита, Австралії, Африки та декількох інших регіонах планети. Вік цих кислих порід переважно лежить у межах 2,5—3,8 мільярда років. Оцінка їх віку має похибку в розмірі мільйонів років. В 1999, найстарша гірська порода датувалася віком в 4,031 ± 0,003 мільярда років, і є частиною області акастівського гнейсу, що належить до "Slave craton" на північному заході Канади.